# シティタワー西梅田
シティタワー西梅田（シティタワーにしうめだ）は、大阪府大阪市福島区福島七丁目に所在する超高層マンション。

## 概要
2004年（平成16年）に建設が開始され、2007年（平成19年）1月に竣工した。
梅田（西梅田）・堂島地区周辺では最も高い超高層マンションであり、免震構造居住用マンションとしては日本一高いものであった。現在は2016年に竣工したザ・パークハウス中之島タワーが日本一の免震マンションとなっている。
外観には「ガラスカーテンウォール」という窓ガラスと一体となった外壁が使用されており、建物全体がガラスで覆われているかのようなデザインとなっている。

## 交通機関
- 福島駅 (JR西日本)約400m 徒歩5分
- 新福島駅約650m 徒歩8分
- 福島駅 (阪神)約600m 徒歩8分

## 近隣施設
- ザ・シンフォニーホール
- 上福島北公園
- マックスバリュエクスプレス西梅田店（スーパーマーケット）
- 金蘭会中学校・高等学校